# 喬伊絲·強納森
喬伊絲·強納森（法語：Joyce Jonathan，1989年11月3日—），是一位出生自勒瓦盧瓦-佩雷的歌手。
她的第一張專輯《守護愛情》在發行五個月後於2010年5月成為金唱片，又在不到一年之後獲得白金認證。
2011年1月23日，她獲得NRJ音樂獎所頒發的年度法語人突破獎。
2013年，她加盟環球音樂旗下廠牌Polydor並發行了專輯"Caractere"及"Une Place pour Moi"。2017年在亞洲市場積極發展，唱遍了包括中國上海、南京、廣州、昆明、香港，以及台灣、越南等國，同時也發行了首張中文專輯《守護幸福 Ça Ira》。

## 傳記

### 童年與青少年時期
她是家中三姊妹裡最年幼的，母親是一名旅行社經理，父親則是一位建築師。受教於巴黎的阿爾薩斯學校（Alsatian School），並在大學層級讀了心理學。
七歲時，她開始學習鋼琴，並開始偷偷地寫下第一首歌，接著報名了歌唱與鋼琴的課程以繼續努力，且受到泰瑞·摩西（Teri Moses）與特蕾西·查普曼（Tracy Chapman）等藝人的影響。
年僅16歲的喬伊絲就已在Myspace網站上發表了三首個人創作，並且聯繫了My Major Company的共同創辦人邁克爾·戈德曼（Michael Goldman），讓他聆聽自己的作品。
2007年的12月，18歲的喬伊絲在My Major Company的網站上被推出了，於2008年5月13日，捐款累計達到了她專輯所須的70,000歐元，並有公司的486位製作人，而在六個月後喬伊絲的網站製作人償清了投資金。
熱愛中華文化的喬伊絲父母在中國結識，並會說國語，青少年時期的喬伊絲曾短暫居住於北京。首張專輯中的"我不知道"、"不需要你"、"終身的幸福"與"一點希望"四首歌亦有國語演唱版，收錄於"訪華慶功盤"當中。

### 音樂事業
拜網路之賜，喬伊絲自2008年開始製作第一張專輯。後來她求助於路易·貝提那克（Louis Bertignac，電話樂隊吉他手），因過人的天份及輕柔的嗓音所帶來的深刻印象，他答應為她一同編曲，並在這位知名音樂家的錄音室中合作了一年。喬伊絲還與太特(Tété)錄製了一首雙重唱"守護愛情"。
出自她首張專輯"守護愛情"的兩首單曲"我不知道"和"不需要你"在2010年一月發行，在僅僅發行五個月後專輯得到金唱片認證，並於同年八月網路銷售的成績攀升到第一名。
她的單曲終身的幸福(L'heure avait sonné)被美國連續劇花邊教主導演選用作第四季第一集背景音樂。
她在2011年贏得NRJ音樂獎所頒發的法語人突破獎。她剛與佩托拉·克拉克(Pétula Clark)錄了一首歌"Mystères"。
2024年，受邀参加了芒果TV自制的音乐竞演综艺节目——《乘风2024》。

## 音樂作品列表

### 專輯
| 年份 | 專輯                                   | 最高排名 | 最高排名 | 最高排名 | 獲獎   | 銷售                             |
| 年份 | 專輯                                   | FR       | FR DL    | BEL (Wa) | 獲獎   | 銷售                             |
| ---- | -------------------------------------- | -------- | -------- | -------- | ------ | -------------------------------- |
| 2010 | 守護愛情 (Sur mes gardes)              | 17       | 1        | 43       | 白金獎 | 130,000 (唱片銷售) 15,500 (下載) |
| 2013 | 真實的我(Caractère)                    | 16       |          | 29       |        | 40,000                           |
| 2016 | 幸福位置(Une place pour moi)           |          |          |          |        |                                  |
| 2017 | 守護幸福 (Ça Ira) *Album with Mandarin |          |          |          |        |                                  |

### 單曲
| 年份 | 專輯                           | 最高排名 | 最高排名 | 最高排名 |
| 年份 | 專輯                           | FR       | BEL (Wa) | SUI      |
| ---- | ------------------------------ | -------- | -------- | -------- |
| 2011 | "不需要你" (Pas besoin de toi) | 100      | 71*      | 64       |
| 2011 | "我不知道" (Je ne sais pas)    | 65       | 16       | –        |
| 2011 | "算了"(Tant pis)               | –        | 60*      | –        |
| 2013 | "一切都會好的" (Ça ira)        | 16       | 25       | –        |
| 2014 | "真實的我" (Caractère)         | 183      | 90*      | –        |

*並沒有出現在Ultratop榜上，而是榜單下方。顯示的排名是是將實際榜單前50名去除後的結果。

### 作為合作藝人
| 年份 | 專輯                                | 其他演出者                               |
| ---- | ----------------------------------- | ---------------------------------------- |
| 2014 | "Le chemin de pierre" (version pop) | (feat. Nolwenn Leroy, Thomas Dutronc...) |

## 連結
- 喬伊絲·強納森的Facebook專頁
- 喬伊絲·強納森的Instagram帳戶
- 喬伊絲·強納森的新浪微博
- YouTube上的喬伊絲·強納森頻道
- 维基共享资源上的相關多媒體資源：喬伊絲·強納森
- Joyce Jonathan page on My Major Company website